# Museo palazzo Pistilli
Il Museo Palazzo Pistilli è un museo di Campobasso che ripercorre sei secoli di storia dell'arte attraverso una collezione che Michele Praitano ha formato in oltre cinquant'anni di ricerca in Italia e all'estero, donata allo Stato nel 2014. In un ambiente accogliente e rilassante, che permette di sedersi e riflettere di fronte ad opere che sono parte di una collezione una volta privata e ora divenuta pubblica per volere dei proprietari.
Dal dicembre 2014 il Ministero per i beni e le attività culturali lo gestisce tramite il Polo museale del Molise, nel dicembre 2019 divenuto Direzione regionale Musei.

## Luogo
Il museo si trova all'interno di Palazzo Pistilli, nel cuore del centro storico di Campobasso, il palazzo della famiglia di proprietari della collezione, prima che divenisse pubblica.

## Materiale esposto
Le opere sono in dialogo con quelle della collezione di Giovanni Eliseo - donata dal figlio Massimo allo Stato il 14 dicembre 2012 - e della collezione di Giuseppe Ottavio Eliseo, acquisita dalla Provincia di Campobasso.
Le opere raccontano la storia dell'acquisizione da parte di questo appassionato collezionista: gli incontri con artisti, antiquari e altri personaggi; le scelte artistiche concentrate soprattutto sulla pittura otto-novecentesca ispirata dal realismo, dall'impressionismo e dalla classicità.
Napoli fu il contesto storico-artistico e di mercato maggiormente esplorato da Praitano, da lui preferito anche per poter ritrovare quei fili di collegamento degli autori molisani con una città che apriva anche alle esperienze internazionali.
Le opere più antiche si possono ammirare al piano terreno, dove parte il viaggio nella storia dell’arte con dipinti del sedicesimo secolo e pregevoli esempi di maioliche napoletane e ceramiche dipinte di diciottesimo secolo. Qui inizia un itinerario doppio: assaggi di arte molisana o di area napoletana e gli interessi e il gusto dei collezionisti attraverso le opere esposte.
Sempre al piano terreno campeggia tra i dipinti una copia del ventesimo secolo della Venere Medici, scultura del primo secolo avanti Cristo conservata a Firenze nella Galleria degli Uffizi e simbolo di ideale classico di bellezza.
Al secondo piano ci si immerge nella pittura tra metà diciottesimo secolo e inizio ventesimo secolo. In mezzo a paesaggi naturali e tematiche mitologiche, si possono assaporare i sentimenti romantici dei pittori settecenteschi e ottocenteschi e i gusti delle loro committenze.
Tra i numerosi ritratti eseguiti tra fine ottocento e inizi novecento, che animano di personaggi curiosi le pareti delle sale del secondo piano, si distingue l’elegante e femminile “Suonatrice di chitarra” di Gaetano Esposito immortalata nell’atto di accordare il suo strumento.